# Nuria Fernández

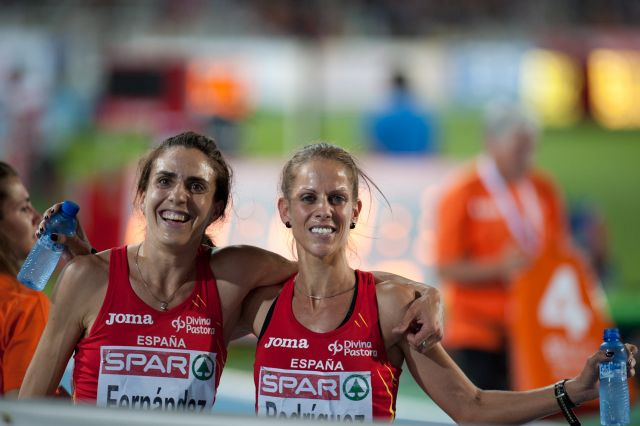
Nuria Fernández (links) mit Natalia Rodríguez in Barcelona 2010

Nuria Fernández (Nuria Fernández Domínguez; * 16. August 1976 in Luzern, Schweiz) ist eine spanische Mittel- und Langstreckenläuferin.

## Leben
Über 800 Meter wurde sie 1996 und 1999 im Freien sowie 1998 und 2000 in der Halle Spanische Meisterin. Bei den Europameisterschaften 1998 in Budapest schied sie über diese Distanz im Vorlauf aus.
Über 1500 Meter wurde sie 2001 und 2006 nationale Meisterin in der Halle und 2006 im Freien. Über dieselbe Distanz scheiterte sie bei den Weltmeisterschaften 1999 in Sevilla im Vorlauf, erreichte bei den Olympischen Spielen 2000 in Sydney das Halbfinale und belegte bei den Weltmeisterschaften 2001 in Edmonton den 12. Platz. 2002 wurde sie bei den Europameisterschaften in München Achte, und bei den Weltmeisterschaften 2003 in Paris/Saint-Denis sowie den Olympischen Spielen 2004 in Athen kam sie ins Halbfinale. Einem Vorrundenaus bei den Weltmeisterschaften 2005 in Helsinki und den Europameisterschaften 2006 in Göteborg folgte 2009 bei den Halleneuropameisterschaften in Turin über 3000 Meter und bei den Weltmeisterschaften 2009 in Berlin über 1500 Meter jeweils ein vierter Platz.
2010 wurde sie Zweite bei der Cursa Bombers, siegte bei den iberoamerikanischen Meisterschaften über 1500 Meter und feierte dann ihren bislang größten Erfolg vor heimischem Publikum mit dem Gewinn der Goldmedaille bei den Europameisterschaften in Barcelona.
Nuria Fernández ist 1,70 m groß und wiegt 57 kg. Sie wird von Manuel Pascua trainiert.

## Persönliche Bestzeiten
- 800 m: 2:00,35 min, 10. September 2008, Rovereto
  - Halle: 2:04,60 min, 27. Februar 1998, Valencia
- 1000 m (Halle): 2:42,31 min, 14. März 2001, Madrid (ehemaliger spanischer Rekord)
- 1500 m:  4:00,20 min, 1. August 2010, Barcelona
  - Halle: 4:01,77 min, 14. Februar 2009, Valencia (spanischer Rekord)
- 1 Meile: 4:21,13 min, 7. September 2008, Rieti (spanischer Rekord)
- 2000 m: 5:49,63 min, 10. Juni 2004, Rivas
- 3000 m: 8:38,05 min, 9. Juni 2010, Huelva
  - Halle: 8:49,49 min, 8. März 2009, Turin
- 10-km-Straßenlauf: 33:03 min, 18. April 2010, Barcelona